# Zambomba

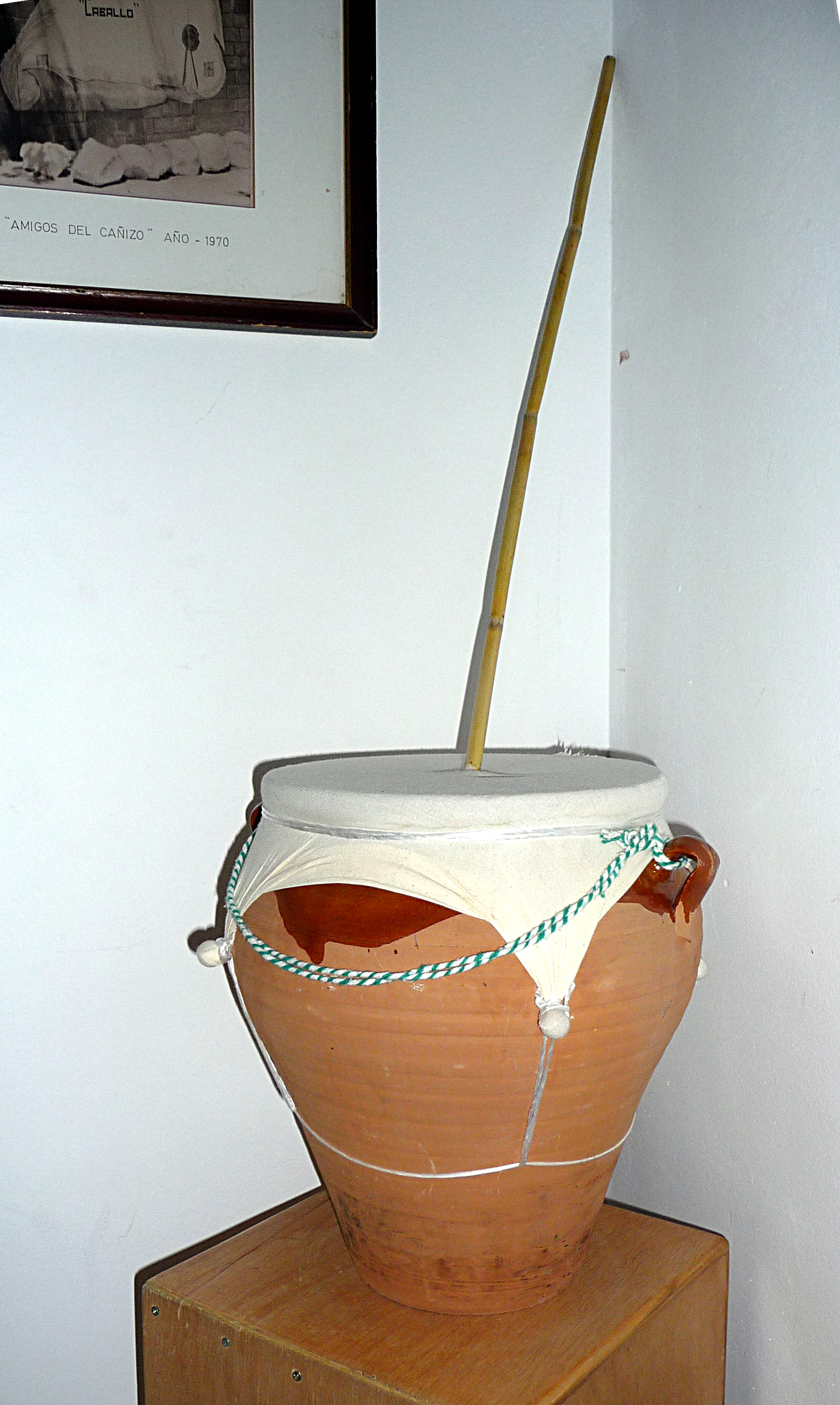
Zambomba.

La zambomba o runcho es un instrumento musical de fricción. En España, la zambomba es un instrumento que acompaña con frecuencia al canto de villancicos, aguinaldos y cánticos populares. También se usa en otros muchos países de Hispanoamérica en su música tradicional.
Existen otros términos para la zambomba. En Murcia se la conoce como pandorga. En Colombia como runcho o marrana, en Venezuela se la llama furruco o furro (en el Estado Zulia). Suele utilizarse en la música tradicional navideña (parrandas), así como en la gaita zuliana y los aguinaldos.

## Forma y uso
Consiste en un cilindro hueco más o menos grande que puede ser de distintos materiales (cerámica, madera, etc.) con uno de sus extremos cerrado con un parche, el cual se atraviesa por el centro con una varilla, la cual puede ser de madera u otros materiales. Esta varilla, en ocasiones, es sustituida por una cuerda. Al frotar la varilla con las dos manos, se transmite al cuero la vibración producida por la vara, produciendo un sonido grave y peculiar.

## Otras denotaciones del término

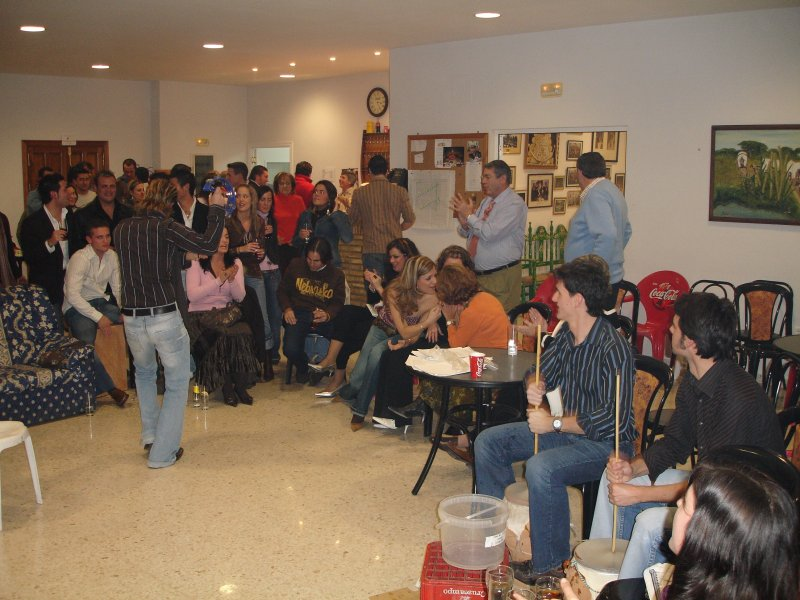
Zambombas en una peña jerezana.

- En varias zonas de España se denomina zambomba a la típica fiesta navideña en que se cantan villancicos acompañados de dicho instrumento.

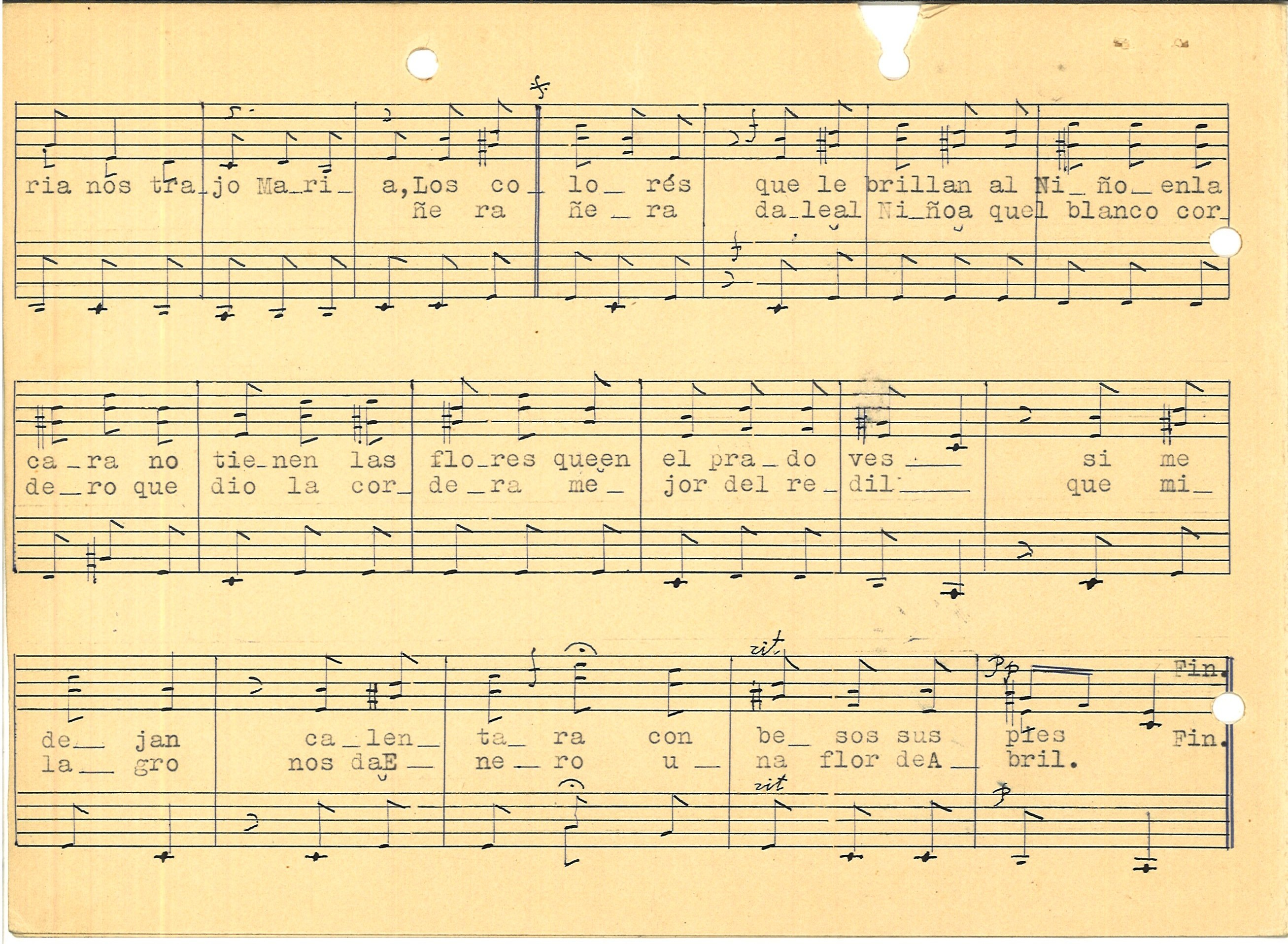
Partitura del villancico "Los Pastores"

- En la comunidad autónoma de Andalucía, en España, sobre todo en la provincia de Málaga, se denomina zambomba a la música electrónica techno, en sus ramas más veloces y oscuras, generalmente, los subgéneros acid techno y schranz. Esta connotación de la palabra tiene su origen en un colectivo (en la jerga correspondiente, grupo de Deejays), llamado AstralTech, que promocionan estos estándares musicales considerados como obsoletos por las tendencias de la música electrónica actual. Se hace referencia al término por la similitud de ambos sonidos

## Zambomba jerezana

### Origen
En la localidad andaluza de Jerez de la Frontera se denomina Zambomba a dichas fiestas navideñas que se suelen realizar los días previos a la Nochebuena. Su origen, que se remonta al siglo XVIII, vinculada a espacios residenciales concretos de carácter comunal, como patios de vecinos y casas de los trabajadores en los cortijos, conocidas como gañanías, donde se compartían dulces, vinos y cantes cuyas letras y ritmos formaban parte de la cultura popular. En ella un grupo de gente canta villancicos en coro, generalmente alrededor de algún fuego si es al aire libre, al son de una zambomba y, a veces, acompañados también por otros instrumentos como panderetas o botellas de anís.

### Zambomba aflamencada
En barrios de Jerez con tradición gitana y flamenca, como Santiago, San Miguel o San Pedro, las zambombas se celebraban cantando villancicos aflamencados, dando pie a que actualmente numerosos artistas flamencos participen en ellas, tanto en directo como con grabaciones de estudio.

### Actualmente
Cada año al llegar diciembre, se puede disfrutar de múltiples zambombas. Mediante bando municipal, se distinguen entre zambombas particulares, familiares y populares, y las que tienen un claro fin privado y comercial, así se recogen los requisitos para que la fiesta navideña mantenga la identidad tradicional de zambomba y pueda llamarse como tal. Se publica una guía oficial con las zambombas populares públicas previstas, supervisadas por el Ayuntamiento de Jerez y que en su mayoría son organizadas de forma municipal, por hermandades y por peñas flamencas, generalmente en plazas, calles, bares, bodegas, sedes sociales, etc., donde cualquier persona se puede unir y participar de esta fiesta. En 2022 el número de zambombas públicas programadas alcanzaron las 70 zambombas.

### Importancia
Según el Ayuntamiento de Jerez publica cada año en el bando municipal que regula el periodo de zambombas:
"La Zambomba jerezana constituye una manifestación cultural excepcional que se erige como una de las celebraciones navideñas más genuinas de Andalucía. Su dimensión social, simbólica e identitaria así como su riqueza lírico-musical son los principales argumentos que sustentaron su inscripción en el Catálogo General del Patrimonio Histórico Andaluz como Bien de Interés Cultural"
En la zambomba confluyen su relevancia histórica, el profundo impacto social y el valor histórico de sus villancicos. Es tal la importancia de este fenómeno que en 2015 se declaró la fiesta como Bien de Interés Cultural. y se aceptó su inclusión en el Diccionario de la RAE como un término aceptado en dialecto andaluz. Adicionalmente, las zambombas son un fenómeno social en la ciudad, con un enorme impacto cultural, económico y social en el periodo navideño.